# پرسی ساندز
پرسی ساندز (انگلیسی: Percy Sands؛ 1881 – ۱۹۶۵ (۸۳−۸۴ سال)) بازیکن فوتبال اهل بریتانیا بود.
از باشگاه‌هایی که در آن بازی کرده‌است می‌توان به باشگاه فوتبال آرسنال، باشگاه فوتبال ساوتند یونایتد، و باشگاه فوتبال چلتنهام تاون اشاره کرد.